# Prémios Globo de Ouro de 2025

Prémios Globo de Ouro de 2025

 5 de janeiro de 2025
Filme - Drama:
The Brutalist
Filme - Comédia ou Musical:
Emilia Pérez
Série de televisão – Drama:
Shōgun
Série de televisão – Comédia ou Musical:
Hacks
Minissérie ou Filme para televisão:
Baby Reindeer
Prémio Cecil B. DeMille:
Viola Davis

Prémio Carol Burnett:
Ted Danson
Prémios Globo de Ouro 

← 2024  ·  2026 →
Os Prémios Globo de Ouro de 2025 (no original em inglês 82nd Golden Globe Awards) honraram os melhores profissionais de cinema e televisão, filmes e programas televisivos de 2024.
Os candidatos nas diversas categorias foram escolhidos pela Associação de Imprensa Estrangeira de Hollywood (AIEH) e os nomeados anunciados por Mindy Kaling e Morris Chestnut a 9 de dezembro de 2024.

## Cerimónia
A cerimónia de entrega dos prémios foi programada para ocorrer no dia 5 de janeiro de 2025 tendo como anfitriã Nikki Glaser e transmitida em direto pela CBS. Glenn Weiss e Ricky Kirshner foram os produtores executivos da cerimónia em conjunto com a Dick Clark Productions.

## Vencedores e nomeados
Lista dos nomeados e vencedores (em negrito) na 82.ª edição dos Prémios Globo de Ouro:

### Cinema
| Melhor filme | Melhor filme |
| Drama | Comédia ou Musical |
| --- | --- |
| - The Brutalist - A Complete Unknown - Conclave - Dune: Part Two - Nickel Boys - September 5 | - Emilia Pérez - Anora - Challengers - A Real Pain - The Substance - Wicked |
| Animação | Em língua estrangeira |
| - Flow - Inside Out 2 - Memoir of a Snail - Moana 2 - Wallace & Gromit: Vengeance Most Fowl - The Wild Robot | - Emilia Pérez ( França) - Ainda Estou Aqui ( Brasil) - All We Imagine as Light ( Índia) - The Girl with the Needle ( Dinamarca) - The Seed of the Sacred Fig ( Alemanha) - Vermiglio ( Itália) |
| Melhor atuação em filme de drama | |
| Ator | Atriz |
| - Adrien Brody – The Brutalist como László Tóth - Colman Domingo – Sing Sing como John "Divine G." Whitfield - Daniel Craig – Queer como William Lee - Ralph Fiennes – Conclave como Thomas Cardinal Lawrence - Sebastian Stan – The Apprentice como Donald Trump - Timothée Chalamet – A Complete Unknown como Bob Dylan | - Fernanda Torres – Ainda Estou Aqui como Eunice Paiva - Angelina Jolie – Maria como Maria Callas - Nicole Kidman – Babygirl como Romy Mathis - Kate Winslet – Lee como Lee Miller - Pamela Anderson – The Last Showgirl como Shelly - Tilda Swinton – The Room Next Door como Martha Hunt                         |
| Melhor atuação em filme de comédia ou musical | |
| Ator | Atriz |
| - Sebastian Stan – A Different Man como Edward Lemuel / Guy Moratz - Jesse Eisenberg – A Real Pain como David Kaplan - Hugh Grant – Heretic como Mr. Reed - Gabriel LaBelle – Saturday Night como Lorne Michaels - Jesse Plemons – Kinds of Kindness como Robert, Daniel e Andrew - Glen Powell – Hit Man como Gary Johnson | - Demi Moore – The Substance como Elisabeth Sparkle - Amy Adams – Nightbitch como Mother - Cynthia Erivo – Wicked como Elphaba Thropp - Karla Sofía Gascón – Emilia Pérez como Emilia Pérez / Juan "Manitas" Del Monte - Mikey Madison – Anora como Anora "Ani" Mikheeva - Zendaya – Challengers como Tashi Duncan |
| Melhor atuação secundária | |
| Ator secundário | Atriz secundária |
| - Kieran Culkin – A Real Pain como Benji Kaplan - Yura Borisov – Anora como Igor - Edward Norton – A Complete Unknown como Pete Seeger - Guy Pearce – The Brutalist como Harrison Van Buren - Jeremy Strong – The Apprentice como Roy Cohn - Denzel Washington – Gladiator II como Macrinus | - Zoe Saldaña – Emilia Pérez como Rita Mora Castro - Selena Gomez – Emilia Pérez como Jessi Del Monte - Ariana Grande – Wicked como Galinda Upland - Felicity Jones – The Brutalist como Erzsébet Tóth - Margaret Qualley – The Substance como Sue - Isabella Rossellini – Conclave como Irmã Agnes                |
| Outras | |
| Melhor Realização | Melhor Argumento |
| - Brady Corbet – The Brutalist - Jacques Audiard – Emilia Pérez - Sean Baker – Anora - Edward Berger – Conclave - Coralie Fargeat – The Substance - Payal Kapadia – All We Imagine as Light | - Peter Straughan – Conclave - Jacques Audiard – Emilia Pérez - Sean Baker – Anora - Brady Corbet e Mona Fastvold – The Brutalist - Jesse Eisenberg – A Real Pain - Coralie Fargeat – The Substance |
| Melhor Banda Sonora original | Melhor realização cinematográfica e bilheteira |
| - Trent Reznor e Atticus Ross – Challengers - Volker Bertelmann – Conclave - Daniel Blumberg – The Brutalist - Kris Bowers – The Wild Robot - Clément Ducol e Camille – Emilia Pérez - Hans Zimmer – Dune: Part Two | - Wicked - Alien: Romulus - Beetlejuice Beetlejuice - Deadpool & Wolverine - Gladiator II - Inside Out 2 - Twisters - The Wild Robot |
| Melhor Canção original | |
| - "El Mal" (Clément Ducol, Camille e Jacques Audiard) – Emilia Pérez - "Beautiful That Way" (Andrew Wyatt, Miley Cyrus e Lykke Li) – The Last Showgirl - "Compress / Repress" (Trent Reznor, Atticus Ross e Luca Guadagnino) – Challengers - "Forbidden Road" (Robbie Williams, Freddy Wexler e Sacha Skarbek) – Better Man - "Kiss the Sky" (Delacey, Jordan K. Johnson, Stefan Johnson, Maren Morris, Michael Pollack e Ali Tamposi) – The Wild Robot - "Mi Camino" (Clément Ducol e Camille) – Emilia Pérez | |

#### Filmes com múltiplas nomeações
| Nomeações | Filmes                  |
| --------- | ----------------------- |
| 10        | Emilia Pérez            |
| 7         | The Brutalist           |
| 6         | Conclave                |
| 5         | Anora                   |
| 5         | The Substance           |
| 4         | Challengers             |
| 4         | A Real Pain             |
| 4         | Wicked                  |
| 4         | The Wild Robot          |
| 3         | A Complete Unknown      |
| 2         | All We Imagine as Light |
| 2         | The Apprentice          |
| 2         | Dune: Part Two          |
| 2         | Gladiator II            |
| 2         | Ainda Estou Aqui        |
| 2         | Inside Out 2            |
| 2         | The Last Showgirl       |

#### Filmes com múltiplos prémios
| Prêmios | Filmes        |
| ------- | ------------- |
| 4       | Emilia Pérez  |
| 3       | The Brutalist |

### Televisão
| Melhor série | Melhor série |
| Drama | Comédia ou Musical |
| --- | --- |
| - Shōgun - The Day of the Jackal - The Diplomat - Mr. & Mrs. Smith - Slow Horses - Squid Game | - Hacks - Abbott Elementary - The Bear - The Gentlemen - Nobody Wants This - Only Murders in the Building |
| Minissérie ou Telefilme | Performance em Comédia Stand-up para Televisão |
| - Baby Reindeer - DISCLAIMER* - Monsters: The Lyle and Erik Menendez Story - The Penguin - Ripley - True Detective: Night Country | - Ali Wong - Ali Wong: Single Lady - Jamie Foxx - Jamie Foxx: What Had Happened Was… - Nikki Glaser - Nikki Glaser: Someday You'll Die - Seth Meyers - Seth Meyers: Dad Man Walking - Adam Sandler - Adam Sandler: Love You - Ramy Youssef - Ramy Youssef: More Feelings                                                                            |
| Melhor atuação em série de drama | |
| Ator | Atriz |
| - Hiroyuki Sanada – Shōgun como Yoshii Toranaga - Donald Glover – Mr. & Mrs. Smith como John Smith / Michael - Jake Gyllenhaal – Presumed Innocent como Rusty Sabich - Gary Oldman – Slow Horses como Jackson Lamb - Eddie Redmayne – The Day of the Jackal como "O Chacal" - Billy Bob Thornton – Landman como Tommy Norris                               | - Anna Sawai – Shōgun como Toda Mariko - Kathy Bates – Matlock como Madeline Kingston / "Matty" Matlock - Emma D'Arcy – House of the Dragon como Rhaenyra Targaryen - Maya Erskine – Mr. & Mrs. Smith como Jane Smith / Alana - Keira Knightley – Black Doves como Helen Webb - Keri Russell – The Diplomat como Embaixadora Katherine "Kate" Wyler |
| Melhor atuação em série de comédia ou musical | |
| Ator | Atriz |
| - Jeremy Allen White – The Bear como Chef Carmen "Carmy" Berzatto - Adam Brody – Nobody Wants This como Noah Roklov - Ted Danson – A Man on the Inside como Charles - Steve Martin – Only Murders in the Building como Charles-Haden Savage - Jason Segel – Shrinking como Jimmy Laird - Martin Short – Only Murders in the Building como Oliver Putnam    | - Jean Smart – Hacks como Deborah Vance - Kristen Bell – Nobody Wants This como Joanne - Quinta Brunson – Abbott Elementary como Janine Teagues - Ayo Edebiri – The Bear como Sydney Adamu - Selena Gomez – Only Murders in the Building como Mabel Mora - Kathryn Hahn – Agatha All Along como Agatha Harkness                                     |
| Melhor atuação em minissérie ou filme para televisão | |
| Ator | Atriz |
| - Colin Farrell – The Penguin como Oswald "Oz" Cobb / Pinguim - Richard Gadd – Baby Reindeer como Donny Dunn - Kevin Kline – DISCLAIMER* como Stephen Brigstocke - Cooper Koch – Monsters: The Lyle and Erik Menendez Story como Erik Menendez - Ewan McGregor – A Gentleman in Moscow como Conde Alexander Rostov - Andrew Scott – Ripley como Tom Ripley | - Jodie Foster – True Detective: Night Country como Liz Danvers - Cate Blanchett – DISCLAIMER* como Catherine Ravenscroft - Cristin Milioti – The Penguin como Sofia Gigante - Sofía Vergara – Griselda como Griselda Blanco - Naomi Watts – Feud: Capote vs. The Swans como Babe Paley - Kate Winslet – The Regime como Chanceler Elena Vernham    |
| Melhor atuação secundária em série, minissérie ou filme para televisão | |
| Ator secundário | Atriz secundária |
| - Tadanobu Asano – Shōgun como Kashigi Yabushige - Javier Bardem – Monsters: The Lyle and Erik Menendez Story como José Menendez - Harrison Ford – Shrinking como Dr. Paul Rhoades - Jack Lowden – Slow Horses como River Cartwright - Diego Luna – La Máquina como Andy Pérez - Ebon Moss-Bachrach – The Bear como Richard Jerimovich                     | - Jessica Gunning – Baby Reindeer como Martha Scott - Liza Colón-Zayas – The Bear como Tina Marrero - Hannah Einbinder – Hacks como Ava Daniels - Dakota Fanning – Ripley como Marge Sherwood - Allison Janney – The Diplomat como Vice-presidente Grace Penn - Kali Reis – True Detective: Night Country como Evangeline Navarro                   |

#### Séries com múltiplas nomeações
| Nomeações | Séries                                     |
| --------- | ------------------------------------------ |
| 5         | The Bear                                   |
| 4         | Only Murders in the Building               |
| 4         | Shōgun                                     |
| 3         | Baby Reindeer                              |
| 3         | The Diplomat                               |
| 3         | DISCLAIMER*                                |
| 3         | Hacks                                      |
| 3         | Monsters: The Lyle and Erik Menendez Story |
| 3         | Mr. & Mrs. Smith                           |
| 3         | Nobody Wants This                          |
| 3         | The Penguin                                |
| 3         | Ripley                                     |
| 3         | Slow Horses                                |
| 3         | True Detective: Night Country              |
| 2         | Abbott Elementary                          |
| 2         | The Day of the Jackal                      |
| 2         | Shrinking                                  |

#### Séries com múltiplos prémios
| Prémios | Série         |
| ------- | ------------- |
| 4       | Shōgun        |
| 2       | Baby Reindeer |
| 2       | Hacks         |